# Dennis O’Brien
Dennis Francis O’Brien (* 10. Juni 1949 in Port Hope, Ontario) ist ein ehemaliger kanadischer Eishockeyspieler, der im Verlauf seiner aktiven Karriere zwischen 1968 und 1979 unter anderem 626 Spiele für die Minnesota North Stars, Colorado Rockies, Cleveland Barons und Boston Bruins in der National Hockey League (NHL) auf der Position des Verteidigers bestritten hat. Sein Neffe Shane O’Brien war ebenfalls professioneller Eishockeyspieler.

## Karriere
O’Brien war bis zum Sommer 1968 in den unterklassigen Juniorenligen seiner Heimatprovinz Ontario aktiv, ehe er zur Spielzeit 1968/69 zu den St. Catharines Black Hawks in die Ontario Hockey Association (OHA) wechselte. Er bestritt im Saisonverlauf insgesamt 52 Partien für das Team und führte die Liga am Saisonende mit 235 Strafminuten an. In den Spielen hatte der Verteidiger 20 Scorerpunkte gesammelt. Anschließend wurde er im NHL Amateur Draft 1969 in der zweiten Runde an 14. Position von den Minnesota North Stars aus der National Hockey League (NHL) ausgewählt.
Der 20-Jährige wechselte nach dem Draft in die Organisation der Minnesota North Stars, wurde dort aber in der Saison 1969/70 zunächst bei deren Farmteam, den Iowa Stars, in der Central Hockey League (CHL) eingesetzt. Mit 331 Strafminuten stellte er zum damaligen Zeitpunkt einen Ligarekord für die CHL auf. In der folgenden Spielzeit, in der er auch bei den Cleveland Barons in der American Hockey League (AHL) zu Einsätzen kam, schaffte der Abwehrspieler den Sprung in den NHL-Kader der North Stars. Dort etablierte er sich und war fortan für die folgenden sechs Spielzeiten ein fester Bestandteil des Teams. Obwohl er in der Spielzeit 1976/77 mit 24 Scorerpunkten sein bestes Ligajahr absolviert hatte, wurde O’Brien im Dezember 1977 von den Minnesota North Stars auf die Waiver-Liste gesetzt. Dort wählten ihn die Colorado Rockies aus, die damit seinen laufenden Vertrag übernahmen. Sie setzten ihn bis Mitte Januar 1978 in 16 NHL-Partien ein, ehe sie ihn im Tausch für Mike Christie zu den Cleveland Barons transferierten. Die Barons waren die NHL-Inkarnation des Franchises, für das O’Brien in der AHL-Saison 1971/72 gespielt hatte.
Bei den Barons fand der Defensivspieler lediglich für zwei Monate eine neue sportliche Heimat. In diesem Zeitraum stand er 23-mal für das Team auf dem Eis, bevor er sich im Saisonverlauf zum zweiten Mal auf dem Waiver wiederfand. Dieses Mal wählten ihn die Boston Bruins aus, womit er im Verlauf der Spielzeit 1977/78 für seine vierte Mannschaft in der NHL spielte, was zu diesem Zeitpunkt einmalig in der NHL-Geschichte war und einen Rekord darstellte. Mit den Bruins erreichte der Kanadier die Finalserie der Stanley-Cup-Playoffs 1978, die allerdings gegen die Canadiens de Montréal in sechs Spielen mit 2:4 verloren ging. Im Anschluss absolvierte O’Brien noch eine weitere Saison in Boston, die ihn sogar im NHL Expansion Draft 1979 vor der Auswahl durch die Hartford Whalers schützten, ehe er sich kurz nach dem Beginn der Saison 1979/80 im Alter von 30 Jahren aus dem aktiven Sport zurückzog.

## Karrierestatistik
(Legende zur Spielerstatistik: Sp oder GP = absolvierte Spiele; T oder G = erzielte Tore; V oder A = erzielte Assists; Pkt oder Pts = erzielte Scorerpunkte; SM oder PIM = erhaltene Strafminuten; +/− = Plus/Minus-Bilanz; PP = erzielte Überzahltore; SH = erzielte Unterzahltore; GW = erzielte Siegtore; 1 Play-downs/Relegation; Kursiv: Statistik nicht vollständig)